# サウスカロライナ・ローカントリー
サウスカロライナ・ローカントリー（英:South Carolina Lowcountry）は、アメリカ合衆国サウスカロライナ州の沿岸の地域を表す言葉。概して州の南にあり、チャールストンを含む。地域は島嶼地域のシー諸島が含まれる。一般に認められたローカントリーの郡は、ビューフォート、 ジャスパー、ハンプトン、コレトンの各郡である。

## 概要
より広範に適用して、この言葉は州の瀑布線の下の全地域を指す事がある。その場合はさらに、バークリー、チャールストン、ドーチェスター、ジョージタウン、サムター、クラレンドン、リー、ウィリアムズバーグ、ホリーの各郡が含まれる。
ローカントリーの最大の経済の中心地はチャールストンとジョージア州サヴァンナである。
その他の地域の大きな中心地は、ビューフォート、ハンプトン、ウォルターボロが含まれる。ブラフトンとハーディーヴィルは、将来より経済的に貢献するであろう急成長している二つのコミュニティである。
地域はその文化と歴史を共有している。セントヘレナ島のガラ人、ビューフォート近くの初期のヨーロッパの入植地の影響は顕著である。